# Гюстав Кайбот
Гюста̀в Кайбо̀т (на френски: Gustave Caillebotte) е френски художник от движението на импресионизма, колекционер на произведения на изкуството, меценат и строител на лодки.

## Биография
Гюстав Кайбот се ражда на 19 август 1848 година в Париж в богато семейство от висшето общество. Баща му получава в наследство текстилна фабрика и е съдия в търговския съд на департамент Сена. Два пъти овдовява и се жени за Силесте Дофрен, с която имат трима сина. Най-голям е Гюстав. Гюстав започва да рисува от 1860 г. в град Йер, където семейството му живее през лятото. Получава юридическо образование, участва във Френско-пруската война и започва да изучава след това живопис. След като получава солидно състояние като наследство, се занимава с рисуване без да има нужда от продажба на картините си, превръща се в един от меценатите на импресионистите като закупува редовно техни картини и ги подпомага финансово.
Умира на 21 февруари 1894 г. от възпаление на белите дробове в Женвилие край Париж.

## Занимания и колекции
Гюстав Кайбот финасира различни свои увлечения като строителство на яхти, отглеждане на орхидеи, както и дизайн на текстил. Създава филателна колекция, която се намира в момента в Британския музей. Притежава колекция от картини, включваща картини на Камил Писаро, Клод Моне, Пиер-Огюст Реноар, Алфред Сисле, Едгар Дега, Пол Сезан и Едуард Мане. Завещава колекцията си на френското правителство с изричното условие, картините да бъдат изложени в Люксембургският дворец. В резултат на преговорите са взети 38 картини, които се намират в момента в музея Орсе като колекцията на Густав Кайбот, както и четиридесет картини, нарисвани от самия него.

## Галерия
- Млад човек до прозореца, 1875
- Мост „Европа“, ок. 1876
- Скифове на река Йер, 1877
- Портокалови дръвчета, 1878
- Изглед към покриви (ефектът на снега), 1878
- Балкон, булевард „Осман“, 1880
- Плодове, изложени на сергия, 1882